# Woongjin Stars
Woongjin Stars (кор. 웅진스타즈) — бывшая корейская киберспортивная команда по StarCraft: Brood War и StarCraft II, существовавшая в 2000—2013 годах (до 2008 года — под названием Hanbit Stars, кор. 한빛스타즈). В 2004 году команда победила в гранд-финале SKY Proleague по Brood War, в 2012 году стала серебряным призёром StarCraft II Proleague.

## История
HanbitSoft основала собственную киберспортивную команду Hanbit Stars в мае 2001 года. Тренером команды выступил Ли Джэ Гюн. В 2003—2004 годах команда занимала призовые места на турнирах Proleague, в частности, одержала победу на SKY Proleague Grand Final. В марте 2005 года менеджером команды стал Ким Чон Кём.
В 2008 году, после того, как HanbitSoft была выкуплена T3 Entertainment, компания объявила о намерении продать киберспортивную команду из-за финансовых трудностей. Изначально покупателем выступила корейская онлайн-платформа по продаже внутриигровых предметов ItemMania, однако киберспортивная ассоциация KeSPA выступила против этой сделки, объявив, что самостоятельно займётся управлением командой и поиском покупателя. 24 сентября компания Woongjin Holdings объявила о приобретении Hanbit Stars с тренером и всеми игроками; команда была переименована в Woongjin Stars. 30 сентября Woongjin провела церемонию в честь основания команды в Jongno Tower.
Woongjin Stars не добилась существенных результатов в Brood War, однако это изменилось с переходом игроков в StarCraft II. В 2012 году команда оказалась на первом месте по итогам сезона Proleague, и впервые с 2005 года прошла на гранд-финал этого турнира.
К концу 2012 года у Woongjin Group возникли финансовые трудности; одна из дочерних компаний холдинга была объявлена банкротом. По завершении сезона 2012—2013 годов, Woongjin Stars объявила о сокращениях в команде: Ким «Impact» Чун Хёк перешёл в Team Axiom, Но «BrAvO» Чун Гю — в команду SK Telecom T1, а Ким «ZerO» Мён Ун, Син «Flying» Чэ Ук, Юн «free» Ён Тхэ и Сон «Aria» Кван Хо объявили о завершении киберспортивной карьеры. В составе остались Ким «Soulkey» Мин Чул и Ким «sOs» Ю Джин. 13 декабря 2013 года было объявлено о переходе Soulkey в SK Telecom T1, а sOs — в Jin Air Green Wings; команда, оставшаяся без игроков, фактически прекратила своё существование.

## Достижения
- 2004 SKY Proleague Grand Final (победа)
- 2012—2013 SK Planet Proleague: Regular Season (1 место)
- 2012—2013 SK Planet Proleague (2 место)